# Side (single)
Side is de tweede single van het album The Invisible Band van Travis. De single is op 17 september 2001 uitgebracht door Independiente Records als opvolger van Sing.

## Videoclip
Voor de single was een videoclip opgenomen die een ufo-thema had. Aan het begin van de clip zijn drie jongens vanuit hun slaapkamer naar ufo's aan het zoeken. Wanneer er één voorbij vliegt, volgen de jongens de ufo tot bij een café in een woestijn. In dat café is Travis aan het optreden. Op het einde van de clip worden de bandleden ontvoerd door de aliens. Hierop wordt in de krant aandacht aan besteed welke als het slot in de clip wordt getoond.

## B-kant
Op de B-kant van de single staan twee nummers die opgenomen zijn tijdens het festival Glasgow Barrowlands in 2001. Een van deze nummers is Driftwood die ook als single is uitgebracht. Het andere nummer is All The Young Dudes, een cover van Mott the Hoople.